# Elefthería
Elefthería (Eleftheria) är en ort i Grekland.   Den ligger i prefekturen Nomós Aitolías kai Akarnanías och regionen Västra Grekland, i den centrala delen av landet, 210 km väster om huvudstaden Aten. Elefthería ligger 89 meter över havet och antalet invånare är 147.
Terrängen runt Elefthería är kuperad österut, men västerut är den platt. Runt Elefthería är det ganska tätbefolkat, med 86 invånare per kvadratkilometer. Närmaste större samhälle är Agrínio, 2,3 km nordväst om Elefthería. Trakten runt Elefthería består till största delen av jordbruksmark.